# Кокандский краеведческий музей
Государственный музей-заповедник «Коканд» — культурно-просветительское учреждение в городе Коканд. Основан в 1925 году. Экспозиция отражает историю Орды, ханства и Коканда, природу, флору и фауну Ферганской долины, культуру.

## История
В 1925 году он был создан под названием Ферганский окружной краеведческий музей при Дворце Худояр-хана; в 1930-1957 годах Музей изучения Кокандского района. С 1958 по 2018 год Кокандский городской историко-краеведческий музей.

## Описание
В музее 6 отделов: отделы природы, древней истории, новейшей истории, искусства, туризма и маркетинга, библиотека (7 тыс. книг). В фонде хранится 60 000 экспонатов (2022 г.).

## Филиалы
Музей Великих мыслителей, Музей прикладного искусства Джоме, Мукими Худжра -музей, Дом-музей Хамзы, Литературный музей, Медресе Норботабек, Медресе Дастурханчи, Модарихан Дахмаси и Археологический памятник Тепакурган.